# Mehrdimensionaler zentraler Grenzwertsatz
Der mehrdimensionale zentrale Grenzwertsatz, auch zentraler Grenzwertsatz in {\displaystyle \mathbb {R} ^{d}} oder multivariater zentraler Grenzwertsatz genannt, ist ein mathematischer Satz aus der Wahrscheinlichkeitstheorie. Er gehört zu den zentralen Grenzwertsätzen, verallgemeinert den zentralen Grenzwertsatz von Lindeberg-Lévy auf höhere Dimensionen und beschäftigt sich mit der Konvergenz in Verteilung von reskalierten Summen von Zufallsvektoren gegen die mehrdimensionale Normalverteilung.

## Aussage
Gegeben sei eine Folge {\displaystyle (X_{n})_{n\in \mathbb {N} }} von unabhängig identisch verteilten Zufallsvektoren in {\displaystyle \mathbb {R} ^{d}} mit dem Nullvektor {\displaystyle \mathbf {0} } als Erwartungswertvektor  und positiv definiter Kovarianzmatrix {\displaystyle C\in \mathbb {R} ^{d\times d}}.
Dann konvergiert die Folge der reskalierten Summen
{\displaystyle S_{n}:={\frac {1}{\sqrt {n}}}\sum _{i=1}^{n}X_{i}}
in Verteilung gegen einen Zufallsvektor {\displaystyle X}, der  {\displaystyle d}-dimensional normalverteilt mit Erwartungswertvektor {\displaystyle \mathbf {0} } und Kovarianzmatrix {\displaystyle C} ist.

## Beweisskizze
Eine Möglichkeit des Beweises reduziert den {\displaystyle d}-dimensionalen Fall auf den eindimensionalen Fall. Für beliebiges {\displaystyle t\in \mathbb {R} ^{d}} sei
{\displaystyle X_{n}^{t}:=\langle t;X_{n}\rangle }.
Dabei bezeichnet  {\displaystyle \langle \cdot ;\cdot \rangle } das Standardskalarprodukt. Dann ist
{\displaystyle \operatorname {E} (X_{n}^{t})=0} und {\displaystyle \operatorname {Var} (X_{n}^{t})=\langle t;Ct\rangle }.
Also konvergiert für alle {\displaystyle t\in \mathbb {R} ^{d}} nach dem zentralen Grenzwertsatz von Lindeberg-Lévy die Folge {\displaystyle X_{n}^{t}} gegen einen reelle Zufallsvariable {\displaystyle X^{t}}, die normalverteilt mit Erwartungswert 0 und Varianz {\displaystyle \langle t;Ct\rangle } ist. Nach dem Satz von Cramér-Wold ist dies äquivalent zur Konvergenz in Verteilung der Folge von Zufallsvektoren.
Dass die Folge von Vektoren gegen die mehrdimensionale Normalverteilung konvergiert, folgt aus der Tatsache, dass ein Zufallsvektor {\displaystyle X} genau dann mehrdimensional normalverteilt ist, wenn die {\displaystyle X^{t}=\langle t;X\rangle } für alle {\displaystyle t\in \mathbb {R} ^{d}} eindimensional normalverteilt sind (mit passendem Erwartungswert und passender Varianz).